# Bílkove Humence
Bílkove Humence (bis 1927 slowakisch „Bilka Humenec“; ungarisch Bilkaudvar) ist eine Gemeinde in der Westslowakei mit 194 Einwohnern (Stand 31. Dezember 2024), die zum Okres Senica, einem Kreis des Trnavský kraj, gehört.

## Geographie
Die Gemeinde befindet sich im Nordosten des Tieflands Záhorská nížina am Bach Rudava. Das Ortszentrum liegt auf einer Höhe von 243 m n.m. und ist 23 Kilometer von Senica sowie 27 Kilometer von Malacky entfernt.
Nachbargemeinden sind Borský Mikuláš im Norden und Nordosten, Záhorie (Militärbezirk) im Osten und Süden sowie Lakšárska Nová Ves im Südwesten und Westen.

## Geschichte

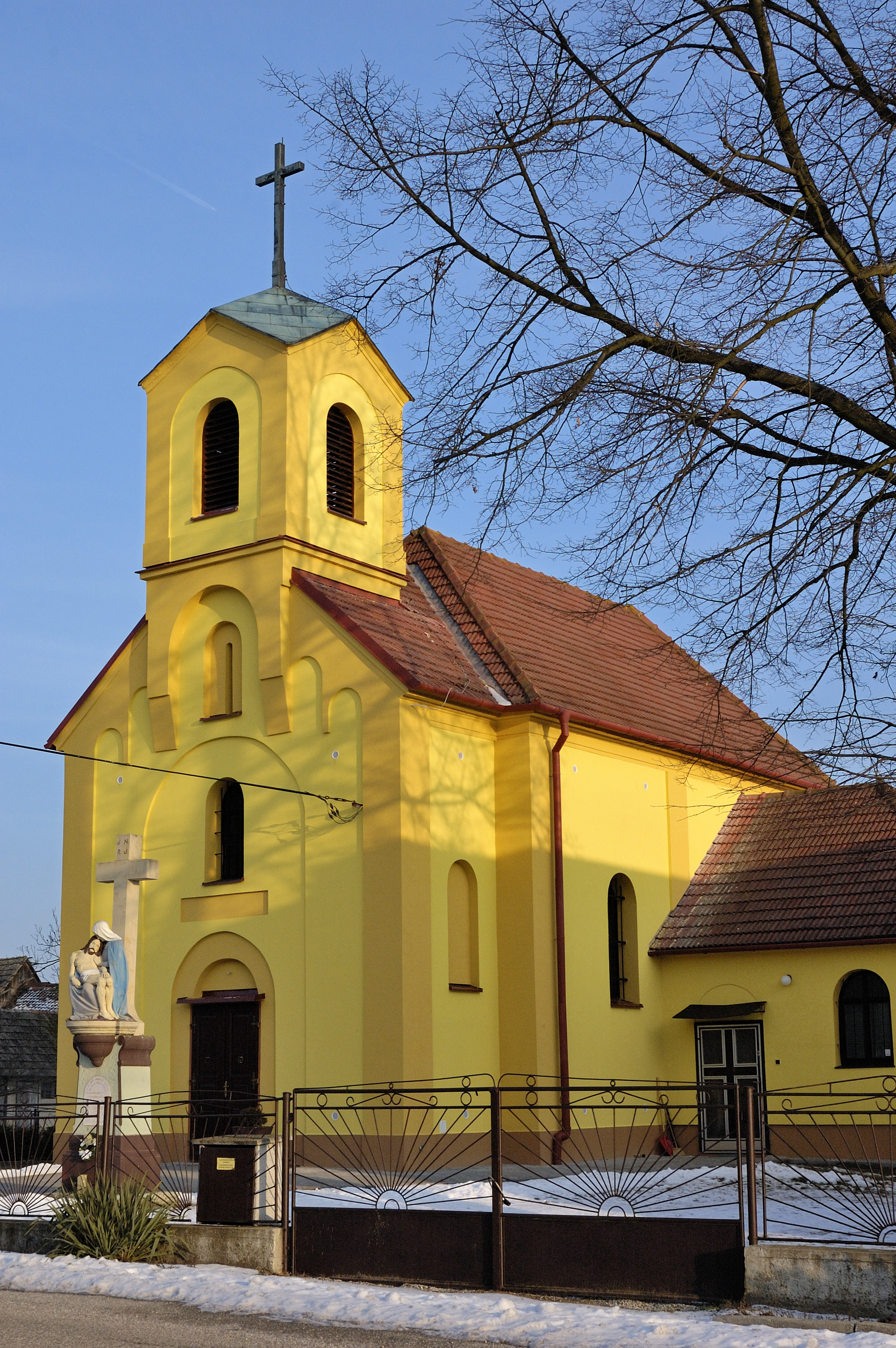
Kirche in Bílkove Humence

Die Siedlung hatte im Jahr 1828 19 Häuser und 288 Einwohner, deren Haupteinnahmequellen Land- und Forstwirtschaft waren. Als eigenständige Gemeinde existiert Bílkove Humence erst seit 1914 und bekam seinen Namen nach dem in der örtlichen Bevölkerung verbreiteten Nachnamen Bilka.
Bis 1918 gehörte der im Komitat Pressburg liegende Ort zum Königreich Ungarn und kam danach zur Tschechoslowakei beziehungsweise Slowakei. 1951 musste die Gemeinde einen Teil des Gemeindegebietes an das Militärgelände Záhorie abtreten.

## Bevölkerung
| Jahr                | 1994 | 2004     | 2014    | 2024    |
| ------------------- | ---- | -------- | ------- | ------- |
| Anzahl der Personen | 246  | 217      | 206     | 194     |
| Unterschied         |      | −11,78 % | −5,06 % | −5,82 % |

| Jahr                | 2023 | 2024    |
| ------------------- | ---- | ------- |
| Anzahl der Personen | 193  | 194     |
| Unterschied         |      | +0,51 % |

Nach der Volkszählung 2011 wohnten in Bílkove Humence 221 Einwohner, davon 213 Slowaken sowie jeweils ein Kroate und Tscheche. Sechs Einwohner machten keine Angabe zur Ethnie. 188 Einwohner bekannten sich zur römisch-katholischen Kirche, vier Einwohner zur Evangelischen Kirche A. B. und ein Einwohner zur griechisch-katholischen Kirche; ein Einwohner bekannte sich zu einer anderen Konfession. 17 Einwohner waren konfessionslos und bei zehn Einwohnern wurde die Konfession nicht ermittelt.